# Toxorhina edwardsi
Toxorhina edwardsi är en tvåvingeart som först beskrevs av Alexander 1920.  Toxorhina edwardsi ingår i släktet Toxorhina och familjen småharkrankar. Inga underarter finns listade i Catalogue of Life.